# Christoph von Owstin
Christoph von Owstin, auch Christoffer (* um 24. Juni 1559 in Quilow; † 21. November 1629 in Anklam) war ein herzoglich pommerscher Hofbeamter und Landrat.

## Leben
Christoph von Owstin war der Sohn des Roloff von Owstin († 1591) und der Anna von Platen. Er studierte zwei Jahre an der Universität Greifswald und anschließend ein Jahr an der Universität Heidelberg. Danach führte ihn eine Reise nach Padua, Venedig und Florenz und schließlich über die Schweiz und Hamburg wieder in die Heimat. Anschließend kam er an den Hof des Herzogs Ernst Ludwig, der ihn 1584 als seinen Vertreter nach Braunschweig-Lüneburg entsandte. Im folgenden Jahr gehörte er zum Gefolge der Herzogin Sophie Hedwig auf ihrer Reise nach Braunschweig. 1606 wurde er durch Bogislaw XIII. zum Landrat ernannt.
Christoph von Owstin wurde zu den Visitationen der Universität Greifswald und des Fürstlichen Pädagogiums in Stettin herangezogen. Herzog Philipp Julius verlieh ihm 1609 das Patronat über die Quilower Kirche.
Er wurde 1629 in Anklam beigesetzt. 1632 wurde sein Leichnam in die Kirche Groß Bünzow überführt und dort erneut beigesetzt.
Christoph von Owstin war in erster Ehe mit Dorothea († 26. Oktober 1599), der Tochter des Valentin von Eickstedt verheiratet. Später heiratete er Margaretha, Tochter des Landmarschalls Degener von Buggenhagen. Mit ihr hatte er eine Tochter.